# Poljska metvica
Poljska metvica (lat. Mentha arvensis), višegodišnja biljka iz roda metvica, porodica usnača. Raste na vlažnim i teškim tlima., česta je na oranicama i voćnjacima, pa je smatraju korovom, a može se naći od ravnica do planinskih područja, uz rijeke i potoke, i po vlažnim livadama. Rasprostranjena je po Europi, Aziji i Sjevernoj Americi
Naraste od 15 pa do 70 centimatara visine. Podanak je puzav, aromatični listovi su nazubljeni i nasuprotni, jajastog oblika i ušiljenog vrha. Cvate od 6. ili 7. do 9. mjeseca. Cvjetovi su dvospolni, ljubičasti
Koristi se kao dodatak jelima i pripremu čajeva.